# John Voirol
John Voirol (* 21. September 1958 in Tavannes) ist ein Schweizer Saxophonist. Seine Tätigkeitsgebiete sind Improvisation, Jazz, Freie Improvisation und neue Kirchenmusik.

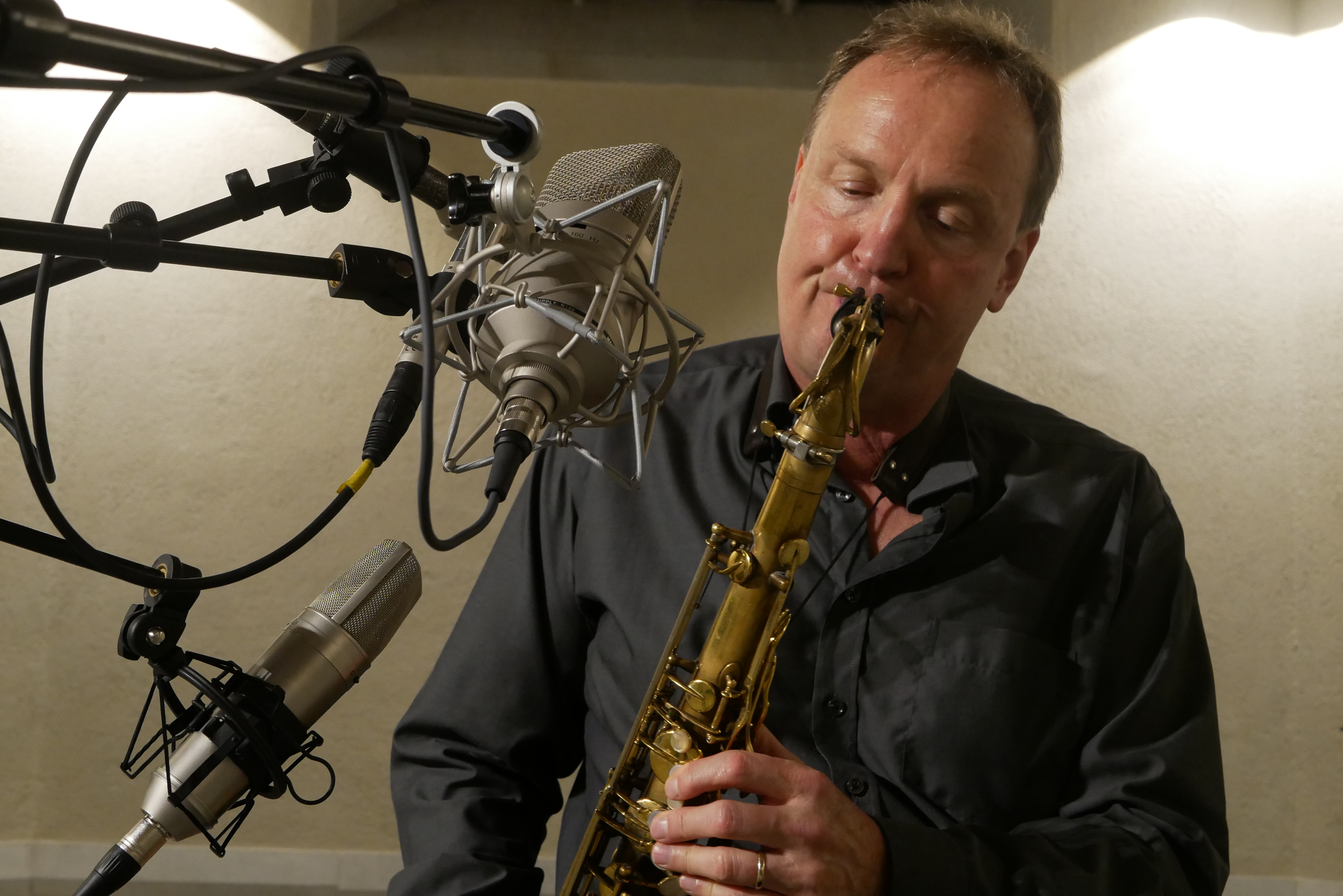
John Voirol während der Aufnahme von "John Voirol Solo" in der Wasserkirche Zürich, 2019

## Wirken
Seit dem 8. Lebensjahr spielt John Voirol Blasinstrumente (Flöte, Klarinette, Trompete). Von 1980 bis 1985 studierte er Saxophone an der Jazz Schule Bern bei Andy Scherrer und besuchte Masterclasses bei Dave Liebman und Ken McIntyre. In derselben Zeitperiode war er Mitbegründer der Jazzabteilung am Konservatorium Montreux (heute Teil der Musikhochschule Lausanne). Später lernte er autodidaktisch Oboe und Englischhorn spielen.
In den 80er Jahren spielte er in der Gruppe Free Pulse mit Uli Müller, Thomas Dürst, Teddy Bärlocher und Glenn Ferris. 1987 gründete er das John Voirol Extra Ensemble und spielte mit Klaus Koenig, Chris Wiesendanger, Peter Frei, David Klein, Marc Huber, Hämi Hämmerli, Arne Lötman, John Stowell.
1995 wurde das Album Shooting Stars & Traffic Lights mit John Wolf Brennan, Alex Cline, Daniele Patumi und Tscho Theissing veröffentlicht. Ab 1999 formierte er das John Voirol Flow'n Jazz 4tet, eine Synthese aus Jazz und Drum and Bass mit Heiri Känzig, Marc Halbheer, Theo Kapilidis und Christoph Stiefel.
Danach fokussierte er sich, inspiriert vom Jazz-Saxophonisten John Coltrane und der Gregorianik, zunehmend auf die spirituelle Energie der Musik, was ihn zur freien Improvisation und zu instrumentaler Klanggestaltung führte.
2014 erhielt er den Kulturpreis der Gemeinde Hochdorf, 2016 einen Werkbeitrag des Kantons Luzern.

## Diskographie (Auswahl)
- Wait until Dark, Unit Records 1995
- Dancing on a Floating Island, SAE Records 1996
- Laszlo Spiro, Proximal Factory, Unit Records 2002
- John Voirol Extra Ensemble, Progress of Discovery, Eigenvertrieb 2003
- John Voirol, Flow’n Jazz, Eigenvertrieb 2003
- Kontraste, Gregorianik und Jazz im Dialog, Musiques Suisses 2004
- Martin Dahanukar, Apokalypse Now, Unit Records 2004
- Laszlo Spiro, Synergetics, Japan Release 2005
- John Wolf Brennan, Shooting Stars & Traffic Lights, Bellaphon 1994 / 2006
- Lars Lindvall Tentett, Wood, Atmomusic.com 2006
- Esther Bächlin, Lauren Newton, In Between, Inspiring Music com 2008
- Christoph Baumann Large Ensemble, kein schöner Land, Musiques Suisses 2008
- Laszlo Spiro, Stand-Arts, Unit Records 2013
- John Voirol, ich allein, Unit Records 2013
- Clemens Kuratle, Murmullo, QFTF 2015
- In tempore pacis, Gregorianik und Improvisation, Eigenvertrieb 2018
- John Voirol SOLO, Eigenvertrieb 2020